# Robert Labhardt
Robert Labhardt (* 1947) ist ein Schweizer Germanist und Historiker.

## Leben und Wirken
Robert Labhardt studierte 1966–1975 Germanistik, Allgemeine und Schweizer Geschichte und Kunstgeschichte an den Universitäten in Basel und München. 1976 promovierte er in Basel mit einer Arbeit über Heinrich von Kleist. 1977 erwarb er am Lehrerseminar Basel das Oberlehrerdiplom und unterrichtete an Basler Gymnasien. Von 1978/1979 bis zu seiner Pensionierung im Jahr 2010 wirkte er als Hauptlehrer für Deutsch und Geschichte am Gymnasium Muttenz. Seit 2002 war er zusätzlich als Dozent für Fachdidaktik Geschichte an der Pädagogischen Hochschule der Fachhochschule Nordwestschweiz tätig. Er präsidiert den 2012 gegründeten Verein Basler Geschichte, der die Produktion und Herausgabe einer gross angelegten Basler Stadtgeschichte ideell unterstützt.

## Schriften (Auswahl)
- Metapher und Geschichte. Kleists dramatische Metaphorik bis zur „Penthesilea“ als Widerspiegelung seiner geschichtlichen Position. Dissertation an der Universität Basel, Scriptor, Kronberg im Taunus 1976, ISBN 3-589-20509-1.
- Mit Peter Haenger und Niklaus Stettler: Baumwolle, Sklaven und Kredite. Die Basler Welthandelsfirma Christoph Burckhardt & Cie. in revolutionärer Zeit (1789–1815). Basel 2004, ISBN 978-3-85616-212-2.
- Kapital und Moral. Christoph Merian: Eine Biografie. Merian, Basel 2011, ISBN 978-3-85616-525-3.
- Krieg und Krise. Basel 1914–1918. Merian, Basel 2014, ISBN 978-3-85616-627-4.